# 아우디 Q8 e-트론
아우디 Q8 e-트론(독일어: AudI Q8 e-tron, 2023년까지는 아우디 e-트론)은 배터리식 전기 중형 럭셔리 크로스오버로, 2019년부터 아우디에서 생산하고 있다. e-트론은 2015년 프랑크푸르트 모터쇼에서 컨셉트 카로 공개되었다. 최종 생산 버전은 2018년 9월 17일 샌프란시스코에서 공개되었고, 2018 파리 모터쇼에서 대중에게 첫 선을 보였으며, 2019년 5월에 처음으로 인도되었다. 이 차량은 회사의 첫 번째 배터리식 전기 양산차이다. 쿠페 스타일의 e-트론인 스포트백(Sportback) 변형은 2020년에 생산에 들어갔다.
2022년에 차량은 페이스리프트되어 아우디 Q8 e-트론으로 이름이 바뀌었다 (고성능 버전은 SQ8 e-트론이라고 불린다). 아우디는 e-트론 배터리 전기차 라인업을 확장하고 있기 때문에 일반 및 스포트백 차체 스타일 모두 해당된다.
2024년 10월, 아우디는 2025년 2월까지 아우디 Q8 e-트론의 생산이 종료될 것이라고 발표했다.

## 역사
아우디 e-트론은 2015년 프랑크푸르트 모터쇼에서 공개된 e-트론 콰트로 컨셉트를 기반으로 한다. 이 차량은 EPA 기준 204 마일 (328 km)의 주행 거리를 가지며, 업데이트된 모델에서는 222 마일 (357 km)이다. 스포트백 변형은 EPA 기준 218 마일 (351 km)의 주행 거리를 가지며, 2020년 초에 생산에 들어갔다. 2022년에 공개된 페이스리프트 모델인 Q8 e-트론은 EPA 기준 285 마일 (459 km)의 주행 거리를 제공하며, 페이스리프트된 스포트백은 정확한 모델에 따라 EPA 기준 296 마일 (476 km) 또는 300 마일 (480 km)의 주행 거리를 가진다.
2018년에는 차량의 소프트웨어에 필요한 변경이 이루어질 때까지 독일 KBA(연방 자동차 운송국)의 차량 인증이 이루어지지 않았다는 보도가 있었다. 2019년 1월에는 미국 시장 인도가 6월에 시작될 예정이었다.
독일에서 첫 번째 고객은 2019년 3월에 e-트론을 인도받았다. 2019년 4월 말에는 잠재 고객들이 6~7개월의 대기자 명단을 직면하고 있다는 보도가 있었다(예상 인도일이 2019년 말에 가까워짐). 이러한 지연은 노르웨이에서 논란을 일으켰는데, 고객들은 훨씬 더 비싼 "패스트 트랙" 차량에 추가 비용을 지불하지 않으면 원래 약속했던 것보다 최대 6개월 늦게 차량을 인도받게 될 것이라는 통보를 받았다. 게다가 일부 고객들은 예약을 취소할 경우 구매 가격의 8%에 해당하는 벌금을 물어야 한다는 통보도 받았다.
노르웨이에서 e-트론은 2019년 10월 모든 종류의 자동차 또는 트럭 중 가장 많이 팔린 차량이었다. 2019년 11월에는 3위를 차지했다. 또한 2020년 노르웨이에서 테슬라 모델 3를 제치고 모든 종류의 자동차 또는 트럭 중 가장 많이 팔린 차량이었다.
네덜란드에서는 e-트론이 2019년 12월에 두 번째로 많이 등록된 차량이었다.
2020년 뉴질랜드 정부는 e-트론을 공식 정부 차량으로 구매하기 시작했다.
아우디는 e-트론에 대한 배터리 공급 부족 문제 등 공급망 문제로 2020년 2월 e-트론 생산을 중단했다. 생산은 5월 초에 재개되었다.
2022년 아우디는 페이스리프트된 e-트론이 기존 아우디 Q8과는 무관하게 아우디 Q8 e-트론으로 이름이 바뀔 것이며, 이는 2022년 11월 9일에 공개되었다고 발표했다.

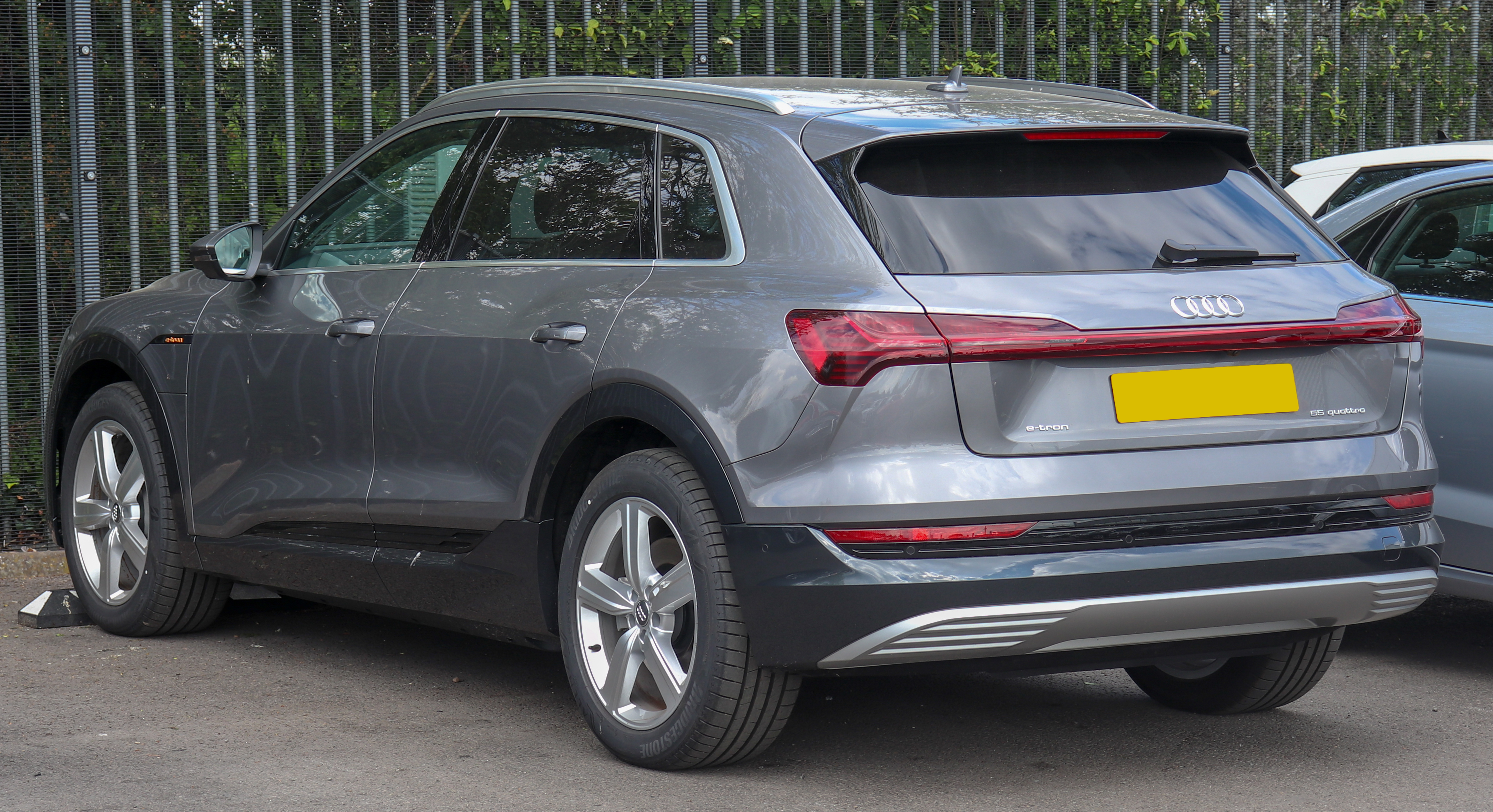
후면 (e-트론)
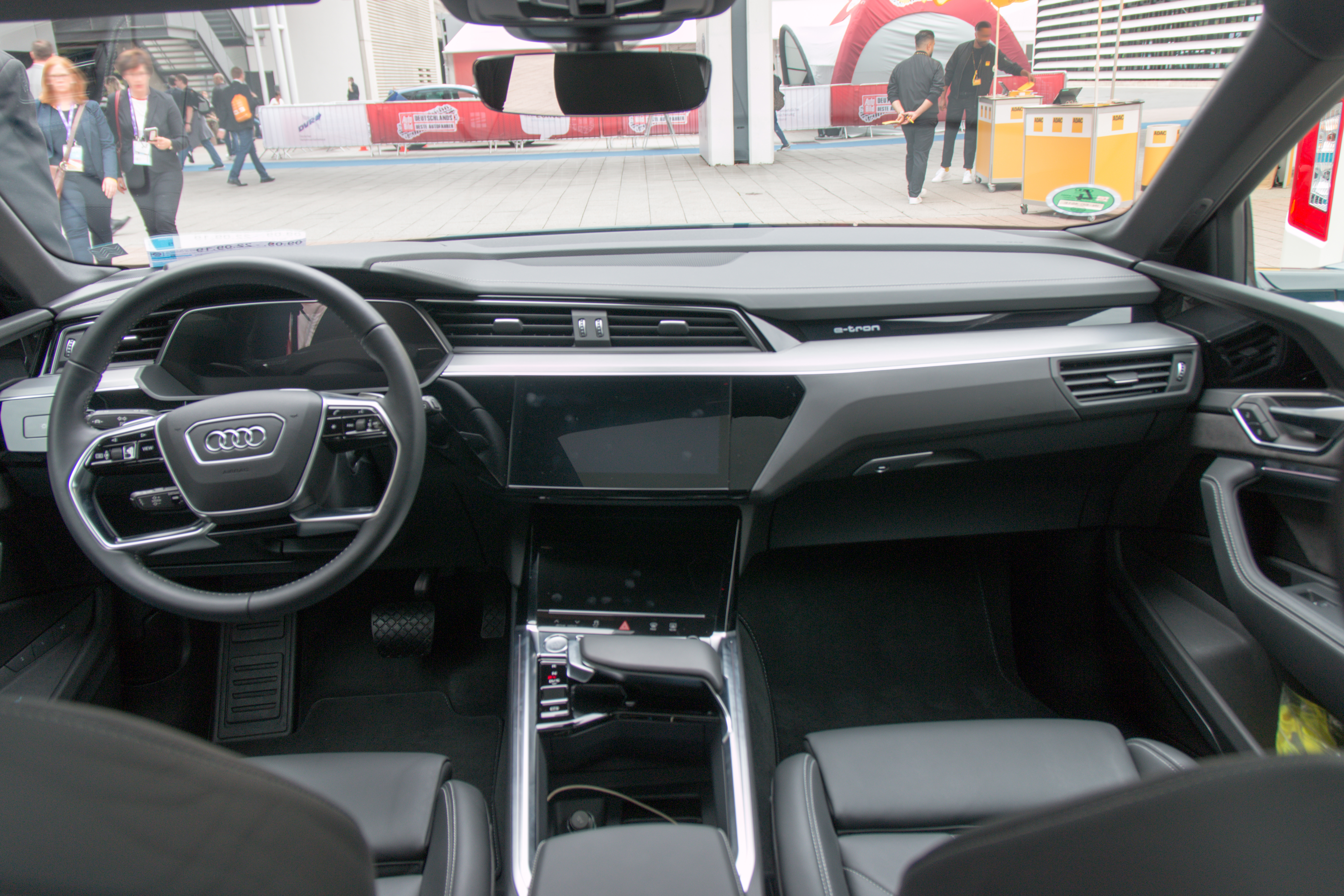
내부 (e-트론)
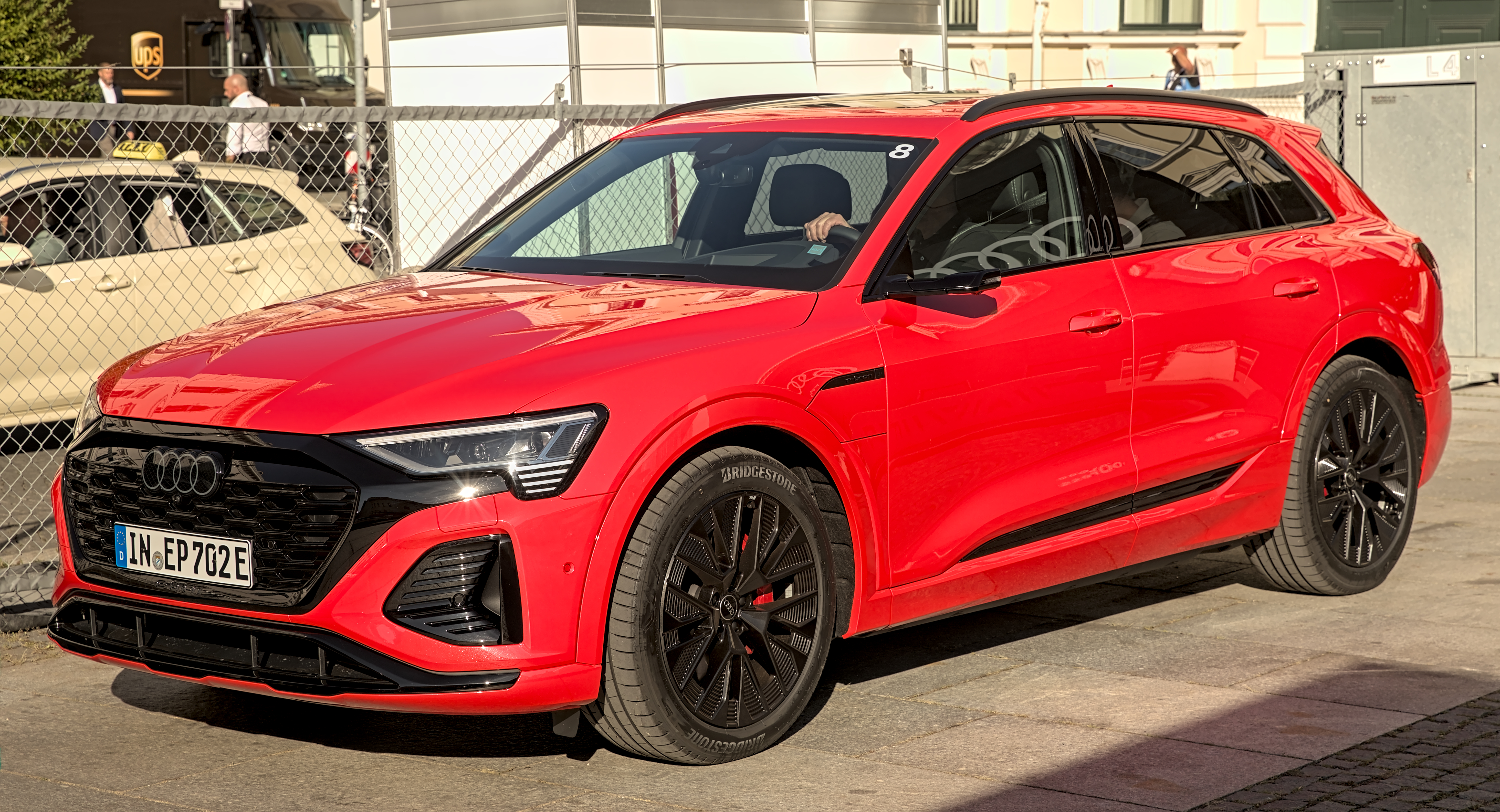
Q8 e-트론
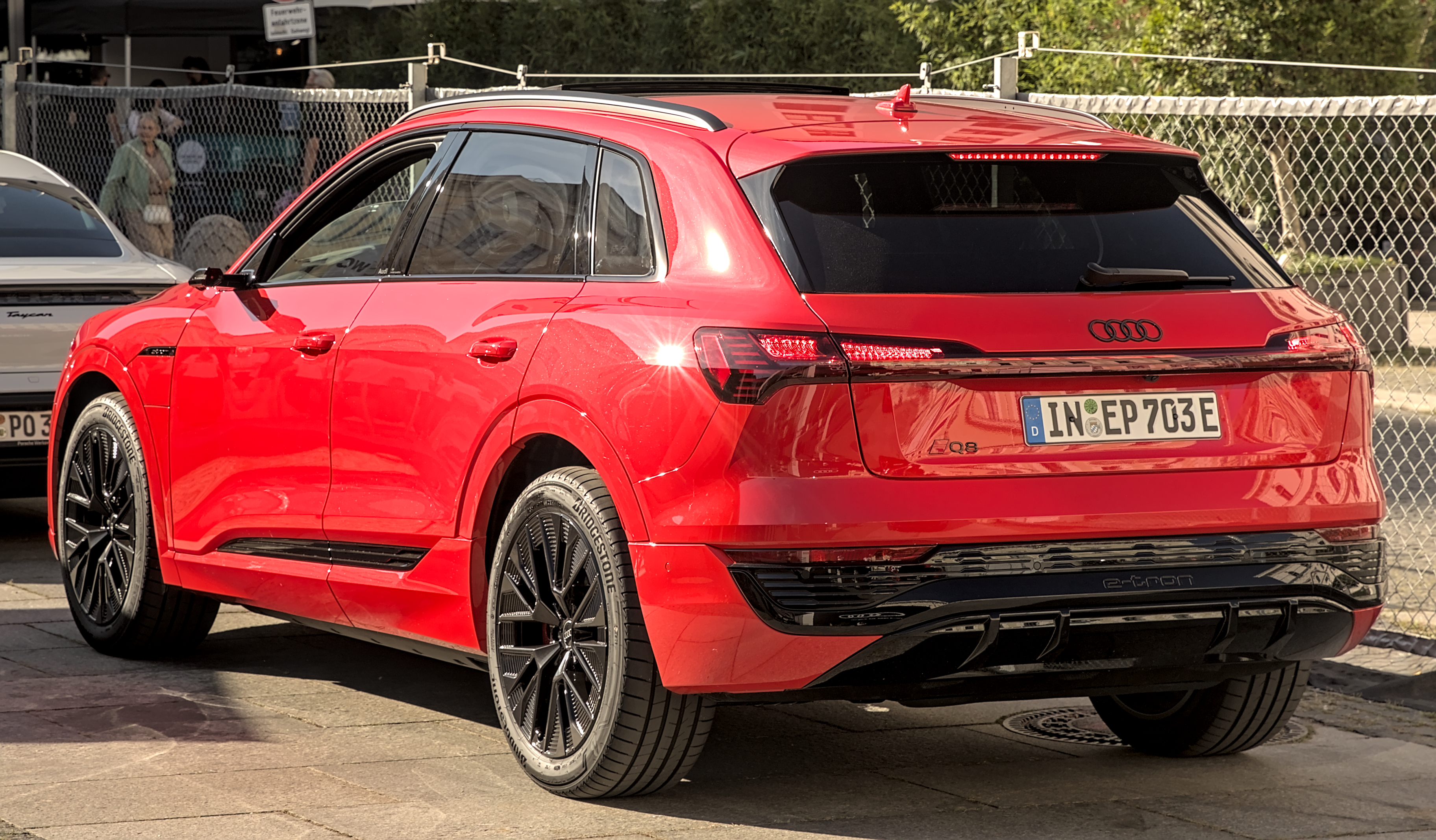
Q8 e-트론 후면
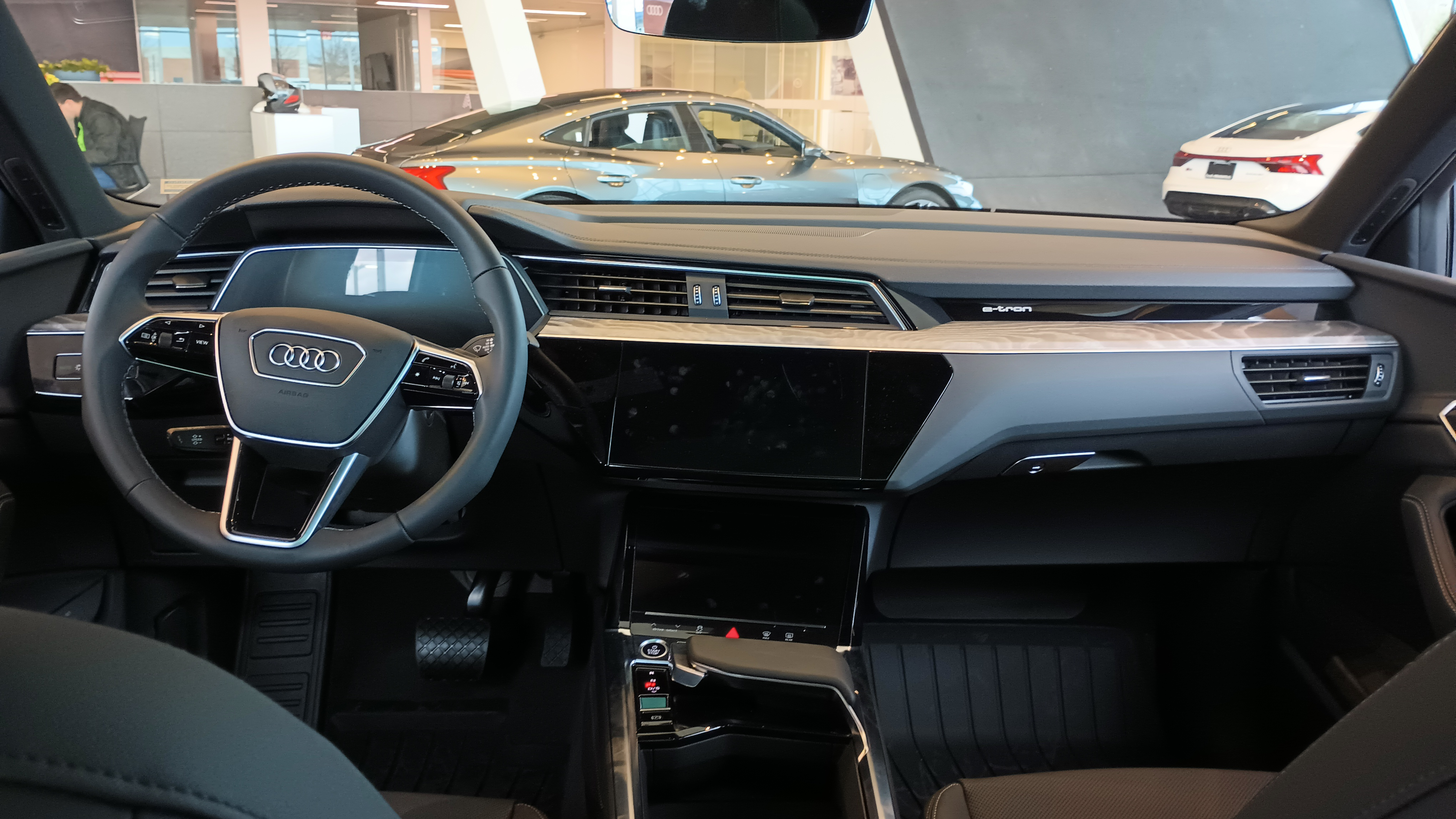
Q8 e-트론 내부

## 제원
아우디 Q8 e-트론은 114 kWh 배터리로 구동되며, 이 중 106 kWh가 사용 가능하다. 이는 55 e-트론 변형과 고성능 SQ8 e-트론 변형에 해당하며, 50 e-트론 변형은 더 작은 배터리를 사용한다.
이전에는 아우디 e-트론이 95 kWh 배터리 팩으로 구동되었으며, 이 중 86.5 kWh (이전에는 83.6 kWh)가 사용 가능했다. 150 kW DC 급속 충전기를 사용하면 0에서 80%까지 약 30분 만에 충전할 수 있다. EU 가정용 충전의 경우, 표준 11 kW 충전기는 8.5시간 만에 팩을 충전하며, 선택 사항인 22 kW 충전기는 이 시간을 절반으로 줄여준다. 미국에서는 아우디가 40A 9.6 kW J1772 충전기를 제공하지만, 3사 48+ 암페어 J1772 충전기를 사용하면 11 kW까지도 가능하다. 열 관리 시스템(모터 및 전력 전자 장치도 담당)은 배터리를 23도에서 35도 사이로 유지하며, 배터리 모듈(각각 60Ah 셀 12개)은 교체할 수 있다.
이 차량은 전면에 하나, 후면에 하나씩 두 개의 전기 모터를 사용하는 콰트로 전기 4륜 구동 시스템을 사용한다. "부스트 모드"에서는 두 모터가 총 시스템 출력 300 kW (408 PS; 402 hp) 및 664 N·m (490 lb·ft)의 토크를 제공하여 차량이 5.7초 만에 0–100 km/h (0–62 mph)까지 가속할 수 있게 한다. 부스트 모드가 아닐 때의 총 최고 모터 출력은 265 kW (360 PS; 355 hp)이며, 전방 모터는 247 N·m (182 lb·ft)의 토크로 125 kW (170 PS; 168 hp), 후방 모터는 314 N·m (232 lb·ft)의 토크로 140 kW (190 PS; 188 hp)를 제공한다. 이를 통해 차량은 6.6초 만에 0–100 km/h (0–62 mph)까지 가속하고 최고 속도 200 km/h (120 mph)에 도달할 수 있다.
이 차량은 평균적으로 주행 거리의 30%를 기여하는 에너지 회수 시스템을 사용한다. 회수는 운전자가 가속 페달에서 발을 떼거나 브레이크 페달을 밟을 때 모두 가능하다.
가상 사이드 미러를 장착하면 차량의 항력 계수는 0.27이다. e-트론은 또한 전통적인 SUV보다 약간 낮게 위치한다. 높이 1,616 mm (63.6 in)로, 아우디 Q5보다 43 mm (1.7 in) 낮다. 660 리터 (23 cu ft)의 트렁크 공간을 가지며, 이는 메르세데스-벤츠 EQC보다 160 L (5.7 cu ft) 더 많고, 전면에 60 리터 (2.1 cu ft)의 수납 공간이 있다.

### 저온 성능
실내 난방을 켠 상태에서 −6.5 to −4.5 °C (20.3 to 23.9 °F) 범위의 온도에서, e-트론은 실제 주행 거리 331 킬로미터 (206 mi)를 달성했으며, 봄/여름(실내 난방/에어컨 켜짐)의 370 킬로미터 (230 mi)에 비해 10.5%의 주행 거리 감소를 보였다. 테스트는 90 킬로미터 매 시 (56 mph)의 속도로 진행되었다.
실제 겨울철 주행 거리 감소는 약간 더 높을 수 있는데, 위에 언급된 테스트에서 "겨울" 차량은 "여름" 차량보다 공기 역학적 바퀴를 사용하여 유리했기 때문이다.
이는 다른 전기차와 비교했을 때 좋은 수치이다. 2017년 테슬라 모델 S 75D를 포함한 5대의 다른 전기차는 실내 난방을 켠 상태에서 −6.7 °C (20 °F)의 온도에서 테스트되었으며, 모든 차량이 최소 30%, 평균 41%의 주행 거리 감소를 보였다 (온도가 23.9 °C (75.0 °F)이고 실내 난방/에어컨이 꺼져 있을 때와 비교).
e-트론은 여름철 주행 시 에너지 kWh당 주행 거리 측면에서 테슬라 모델 X보다 효율이 떨어진다. 그러나 e-트론은 저온의 영향을 덜 받기 때문에 겨울철 주행 시 이 두 차량의 결과는 더 가까워진다. 13 to 15 °C (55 to 59 °F) 범위의 온도에서 고속도로 주행을 포함한 테스트에서 e-트론의 효율은 모델 X보다 약 12.4% 낮았다. 영하 약간 아래의 조건에서는 차이가 더 작았으며, e-트론의 효율은 모델 X보다 약 8.6%만 낮았다.

### 충전
e-트론은 175 kW 충전기를 사용하여 150 kW의 효율적인 속도로 충전할 수 있었다. 이는 배터리가 약 80% 충전될 때까지 넓은 충전 상태 범위에서 가능했다. 이러한 충전기로는 100 킬로미터 (62 mi)의 주행 거리를 추가하는 데 단 10분밖에 걸리지 않는다. 아우디 오브 아메리카는 150 kW 충전기를 사용하면 10분 만에 87 킬로미터 (54 mi)의 주행 거리를 추가할 수 있다고 더 신중하게 추정하고 있다.
90%에서는 충전 속도가 약 82 kW이며, 100%에 도달할 때까지 50 kW 이상을 유지한다.
50 kW 충전기를 사용하면 배터리가 100%에 도달할 때까지 50 kW의 일정한 속도로 차량을 충전할 수 있다.
2022년, 더 큰 배터리(그리고 이제 아우디 Q8 e-트론으로 알려진 차량의 이름 변경)가 도입되면서 충전 속도는 170kW로 증가했다(보급형 변형에서는 150kW).

### 안전

#### ANCAP
| ANCAP 점수 (2019)  | ANCAP 점수 (2019) |
| ------------------ | ----------------- |
| 전체               | 5/별              |
| 성인 탑승자        | 34.90/38.00       |
| 어린이 탑승자      | 43.20/49.00       |
| 취약한 도로 사용자 | 34.40/48.00       |
| 안전 지원          | 10.20/13.00       |

## 장비

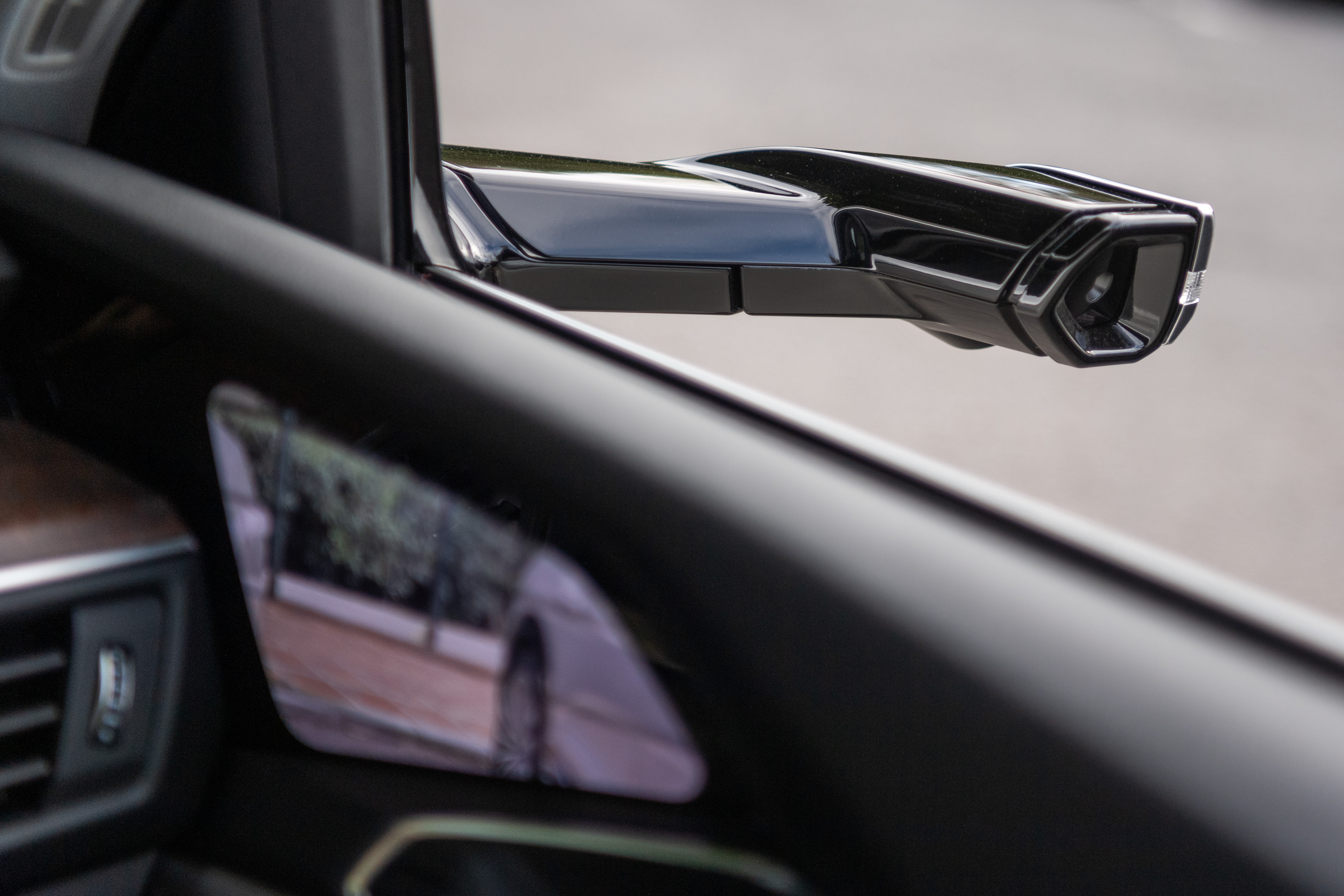
가상 사이드 미러

e-트론의 표준 장비에는 12방향 조절 가능한 열선 및 통풍 앞좌석, 파노라마 선루프, 20인치 휠이 포함된다. 업그레이드 옵션에는 마사지 시트, 전동 도어 클로저, 가죽 실내 장식, 21인치 휠, 주황색 브레이크 캘리퍼가 있다. 내부는 10.1인치 인포테인먼트 화면, 더 작은 8.6인치 터치스크린 디스플레이, 아마존 알렉사 음성 제어, 버추얼 콕핏 시스템, 선택 사항인 헤드업 디스플레이를 포함하여 다른 아우디 모델과 일치한다. 다른 장비로는 뱅 앤 올룹슨 사운드 시스템, 그리고 향상된 어댑티브 크루즈 컨트롤, 자동 주차 보조, 야간 투시경을 포함하는 운전자 지원 패키지가 있다. e-트론은 전통적인 사이드 미러를 대체하여 도어 패널에 내장된 고대비 7인치 OLED에 이미지를 전송하는 카메라를 사용하는 가상 사이드 미러를 선택 사양으로 제공하는 두 번째 양산차이다.

## 스포트백
기존 SUV 차체 스타일 외에도 아우디는 BMW X6 및 메르세데스-벤츠 GLE 쿠페와 유사하게 지붕 후면이 경사진 '스포트백' 버전을 출시했다. 아우디는 이들 내연기관 기반 경쟁 차량들과 경쟁하기 위해 순수 전기차만을 제공하기로 결정했다. 이 차량은 2020년 초에 생산에 들어갔으며 2020년 유럽과 미국에서 출시되었다. 아우디 A7의 스타일링과도 비교되었다.
생산 버전은 2019년 11월 로스앤젤레스의 오토모빌리티 LA에서 데뷔했다. 길이와 너비는 표준 모델과 동일하며, 높이는 1.3 cm (0.5 in) 더 낮다. 항력 계수는 표준 모델보다 낮지만 (0.27 대 0.25), 파워트레인과 배터리는 원본 모델과 동일하다.
2020년 e-트론 스포트백은 EPA 주행 거리가 218 마일 (351 km)이다. 이는 2019년 e-트론 기존 SUV보다 우수하며, 부분적으로 배터리 용량의 더 큰 비율이 사용 가능하기 때문이다. e-트론의 배터리 관리 시스템은 배터리 용량의 일부를 버퍼로 유지하며, 이는 사용 가능한 용량의 일부가 아니었다. 이제 그 버퍼의 크기가 줄어들어 더 많은 사용 가능한 용량이 해제되었다. 이 변경(및 AWD 모드 사용 감소와 같은 다른 변경 사항)은 생산 과정에서 e-트론 기존 SUV에 도입되었으며, 스포트백은 시장에 처음 출시될 때 이미 이러한 수정 사항을 적용했다.
유럽 표준으로 측정된 트렁크 공간은 660 L (23.3 cu ft)에서 615 L (21.7 cu ft)으로 줄었다. 그러나 미국 출처는 화물 공간을 다른 방식으로 측정하며, 원래 e-트론은 821 L (29.0 cu ft)에 달하는 화물 공간을 가지고 있었으므로, 615 L (21.7 cu ft)로의 감소는 상당하다.

## 파워트레인
| 모델                           | 연도             | 출력                                                             | 토크                                                                         | 0–100 km/h (0–62 mph)      | 최고 속도          | 주행 거리                                                |
| ------------------------------ | ---------------- | ---------------------------------------------------------------- | ---------------------------------------------------------------------------- | -------------------------- | ------------------ | -------------------------------------------------------- |
| SQ8 e-트론 콰트로              | 2022년 11월 9일– | 370 kW (503 PS; 496 hp)                                          | 973 N·m (718 lb·ft)                                                          | 4.5초                      | 210 km/h (130 mph) | EPA: 알 수 없음 WLTP: 499 km (310 mi)                    |
| Q8 e-트론 55 콰트로            | 2022년 11월 9일– | 220 kW (299 PS; 295 hp)                                          | 664 N·m (490 lb·ft)                                                          | 5.8초                      | 204 km/h (127 mph) | EPA: 알 수 없음 WLTP: 582 km (362 mi)                    |
| Q8 e-트론 50 콰트로            | 2022년 11월 9일– | 183 kW (249 PS; 245 hp)                                          | 664 N·m (490 lb·ft)                                                          | 6초                        | 204 km/h (127 mph) | EPA: 알 수 없음 WLTP: 491 km (305 mi)                    |
| SQ8 e-트론 콰트로 스포트백     | 2022년 11월 9일– | 370 kW (503 PS; 496 hp)                                          | 973 N·m (718 lb·ft)                                                          | 4.5초                      | 210 km/h (130 mph) | EPA: 알 수 없음 WLTP: 513 km (319 mi)                    |
| Q8 e-트론 55 콰트로 스포트백   | 2022년 11월 9일– | 220 kW (299 PS; 295 hp)                                          | 664 N·m (490 lb·ft)                                                          | 5.8초                      | 204 km/h (127 mph) | EPA: 알 수 없음 WLTP: 600 km (373 mi)                    |
| Q8 e-트론 50 콰트로 스포트백   | 2022년 11월 9일– | 183 kW (249 PS; 245 hp)                                          | 664 N·m (490 lb·ft)                                                          | 6초                        | 204 km/h (127 mph) | EPA: 알 수 없음 WLTP: 505 km (314 mi)                    |
| e-트론 S 콰트로                | 2022–            | 125 kW (168 hp) + 140 kW (188 hp) (부스트 모드: 370 kW (496 hp)) | 247 N·m (182 lb·ft) + 314 N·m (232 lb·ft) (부스트 모드: 973 N·m (718 lb·ft)  | 6.6초 (부스트 모드: 5.7초) | 200 km/h (124 mph) | EPA: 218 mi (351 km) WLTP: 369 to 444 km (229 to 276 mi) |
| e-트론 55 콰트로 (업데이트 후) | 2020–            | 125 kW (168 hp) + 140 kW (188 hp) (부스트 모드: 370 kW (496 hp)) | 247 N·m (182 lb·ft) + 314 N·m (232 lb·ft) (부스트 모드: 664 N·m (490 lb·ft)) | 6.6초 (부스트 모드: 5.7초) | 200 km/h (124 mph) | EPA: 222 mi (357 km) WLTP: 365 to 436 km (227 to 271 mi) |
| e-트론 55 콰트로               | 2018–2019        | 125 kW (168 hp) + 140 kW (188 hp) (부스트 모드: 300 kW (402 hp)) | 247 N·m (182 lb·ft) + 314 N·m (232 lb·ft) (부스트 모드: 664 N·m (490 lb·ft)) | 6.6초 (부스트 모드: 5.7초) | 200 km/h (124 mph) | EPA: 204 mi (328 km) WLTP: 358 to 417 km (222 to 259 mi) |
| e-트론 50 콰트로               | 2019–            | 100 kW (134 hp) + 130 kW (174 hp)                                | 230 N·m (170 lb·ft) + 310 N·m (229 lb·ft)                                    | 6.8초                      | 190 km/h (118 mph) | EPA: 알 수 없음 WLTP: 276 to 336 km (171 to 209 mi)      |
| e-트론 S 콰트로 스포트백       | 2022–            | 125 kW (168 hp) + 140 kW (188 hp) (부스트 모드: 300 kW (402 hp)) | 247 N·m (182 lb·ft) + 314 N·m (232 lb·ft) (부스트 모드: 664 N·m (490 lb·ft)  | 6.6초 (부스트 모드: 5.7초) | 200 km/h (124 mph) | EPA: 218 mi (351 km) WLTP: 369 to 444 km (229 to 276 mi) |
| e-트론 55 콰트로 스포트백      | 2020–            | 125 kW (168 hp) + 140 kW (188 hp) (부스트 모드: 300 kW (402 hp)) | 247 N·m (182 lb·ft) + 314 N·m (232 lb·ft) (부스트 모드: 664 N·m (490 lb·ft)  | 6.6초 (부스트 모드: 5.7초) | 200 km/h (124 mph) | EPA: 218 mi (351 km) WLTP: 369 to 444 km (229 to 276 mi) |
| e-트론 50 콰트로 스포트백      | 2020–            | 100 kW (134 hp) + 130 kW (174 hp)                                | 230 N·m (170 lb·ft) + 310 N·m (229 lb·ft)                                    | 6.8초                      | 190 km/h (118 mph) | EPA: 알 수 없음 WLTP: 276 to 336 km (171 to 209 mi)      |

## 마케팅
e-트론 로고는 아이언맨 3의 마지막 장면에 등장하지만, 당시에는 컨셉트로 대중에게 공개되지 않았기 때문에 차량 자체는 드러나지 않았다. e-트론은 어벤져스: 엔드게임과 연계된 아우디 광고에 등장했는데, 여기서 캡틴 마블에게 어벤져스: 인피니티 워의 사건과 그녀가 없는 동안 지구에서 변한 것들에 대해 간략히 설명해 주었다. 그러나 영화 자체에는 등장하지 않았다. 이후 e-트론은 스파이더맨: 파 프롬 홈에 등장하여 새뮤얼 L. 잭슨과 코비 스멀더스가 연기한 캐릭터들이 사용했다.

## 생산 문제 및 리콜
2019년 4월, e-트론이 배터리 및 전기 모터 공급 문제로 인해 생산 지연과 생산 목표 하향 조정을 겪고 있다는 보도가 나왔다. 이에 따라 조립 공장의 주당 생산 시간이 30시간에서 24시간으로 단축될 예정이었다. 아우디는 2019년 6월 초에 특정 e-트론 모델에 대한 리콜을 발표했다. 리콜은 고전압 전자 장치가 단락되어 극단적인 경우 화재를 일으킬 수 있는 누수와 관련이 있다.

## 시장

### 아시아-태평양

#### 인도
페이스리프트된 아우디 Q8 e-트론과 아우디 Q8 스포트백 e-트론은 2023년 8월 18일 인도에서 출시되었다.

#### 오스트레일리아
e-트론과 e-트론 스포트백은 2020년 6월 호주에서 출시되었다.

#### 파키스탄
e-트론은 2020년 3월 파키스탄에서 출시되었다. 이 차량은 파키스탄에서 가장 많이 팔리는 전기차이자 아우디의 파키스탄에서 가장 성공적인 차량이다. 표준 차체 스타일과 스포트백 모델로 제공된다.

#### 태국
e-트론은 2019년 Meister Technik에 의해 태국에 출시될 예정이다. 2020년 10월 15일에는 e-트론 스포트백도 소개될 예정이다.

#### 말레이시아
아우디 Q8 e-트론은 2023년 5월 17일 말레이시아에 출시되었다. 어드밴스드 50 콰트로 사양으로 이용 가능하다. 2023년 6월 16일, Q8 e-트론은 S 라인 55 콰트로 사양과 함께 출시되었다. 스포트백 버전도 두 가지 변형(50 콰트로 및 55 콰트로)으로 출시되었다.

### 북아메리카

#### 캐나다
이 차량은 2019년 말 캐나다에서 판매를 시작했다.

#### 멕시코
e-트론은 2021년 모델 연도에 멕시코에서 출시되었다.

#### 미국
미국 고객들에게는 2019년 초부터 배송이 시작되었다. 2019년 첫 3분기 동안 미국에서 3,540대의 e-트론이 등록되었으며, 이는 독일(2,997대)보다 많았지만, 여전히 노르웨이(3,824대)보다는 적었다.

## 내용주
1. ↑  유럽 사양 모델.
2. ↑  두 차량 모두 가상 사이드 미러 장착; 스포트백은 S-라인 패키지도 장착.
3. ↑  또는 다른 방법론에 따르면 605 L (21.4 cu ft)에서 555 L (19.6 cu ft)으로.
4. ↑  2017년 상하이 모터쇼에서 공개된 e-트론 스포트백 컨셉트는 양산형 e-트론 스포트백과는 다르게 생겼으며, 영화에 등장했다.